# Половина меча

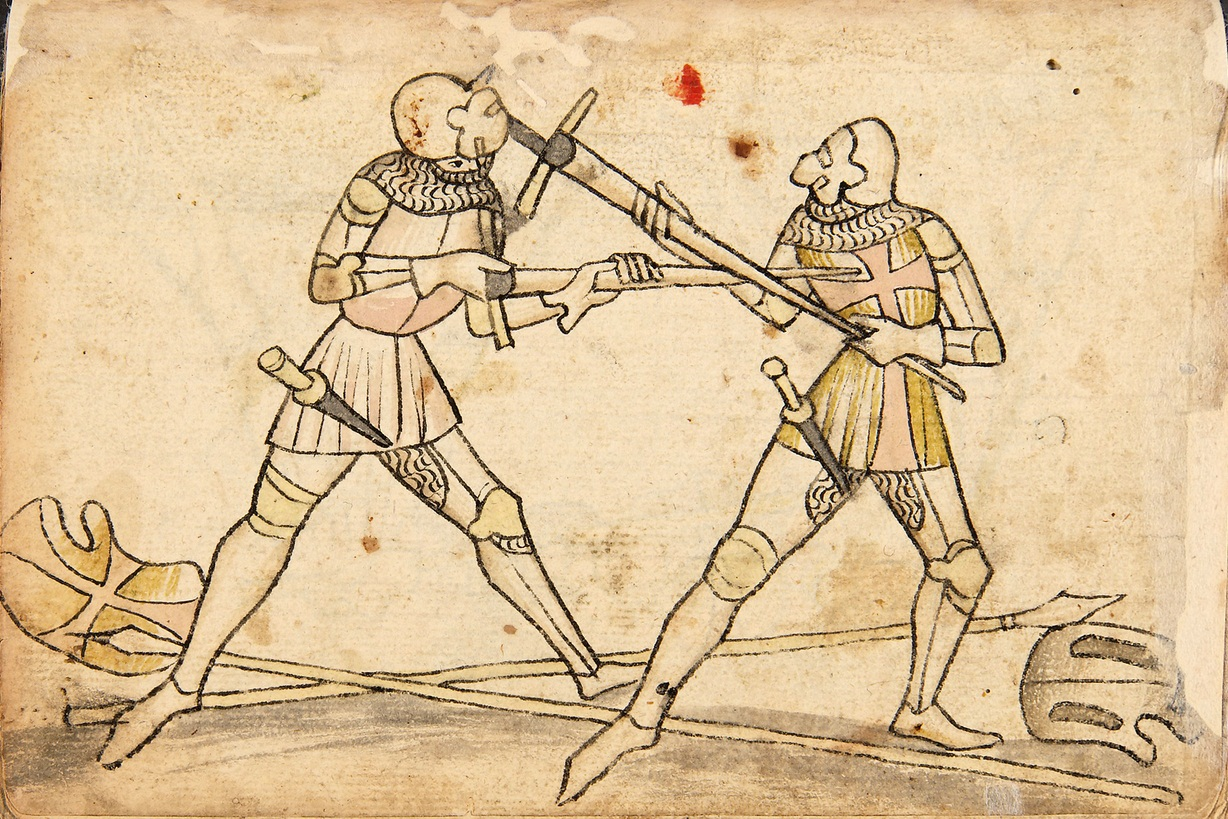
Выполнение приёма «половина меча», рисунок из Кодекса Валлерштайна

Полумеч (англ. Half-sword, нем. Halbschwert, итал. Mezza spada) — приём, использовавшийся в XIV—XVI веках во время поединков на мечах против соперника, облачённого в полные латы. Иначе называется укороченный меч, или укорочение меча (нем. kurzen Schwert). Заключается в перехватывании клинка своего меча левой рукой (правой, в случае если левая рука держит меч), что позволяло наносить более точные колющие удары, в основном направленные в зазоры между пластинами доспеха, что было одним из немногих способов поражения противника с подобной защитой. Кроме того, удержание клинка не позволяло острию соскальзывать с поверхности брони. Левая рука не фиксировала клинок жёстко, а только задавала направление удара мечу, скользившему по ладони наподобие бильярдного кия.
Первые упоминания подобного приёма восходят ещё к жившему в XIV веке Иоганнесу Лихтенауэру, признанному основателю немецкой фехтовальной школы. Позднее он описывался во многих фехтовальных трактатах (Кодекс Валлерштайна, Gladiatoria и других). Для того чтобы избежать порезов ладони, клинок для выполнения данного приёма рекомендовалось затачивать лишь частично, на участке, прилегающем к острию. Остальная часть клинка не только не затачивалась, но иногда даже специально затуплялась. Например, согласно итальянскому трактату De Arte Gladiatoria Dimicandi (1482—1487), рекомендовалось не затачивать меч на расстоянии четырёх пальцев от рукояти (очевидно, имеется в виду длина, а не толщина пальцев, что даёт примерно 30 см). В какой-то степени защищала руку и латная перчатка. Хотя она не была металлической со стороны ладони, но края внешней металлической части могли предохранить руку от непосредственного контакта с клинком. Дополнительную защиту давала и кожаная перчатка, закреплённая внутри собственно латной. Согласно трактатам того времени, бойцы весьма активно хватались руками за клинок противника с целью изменения направления удара, а иногда брали собственный меч обеими руками за клинок, нанося удары навершием и крестовиной.